# Municipio de Tintah
El municipio de Tintah (en inglés: Tintah Township) es un municipio ubicado en el condado de Traverse en el estado estadounidense de Minnesota. En el año 2010 tenía una población de 33 habitantes y una densidad poblacional de 0,36 personas por km².

## Geografía
El municipio de Tintah se encuentra ubicado en las coordenadas 45°58′39″N 96°19′42″O / 45.97750, -96.32833. Según la Oficina del Censo de los Estados Unidos, el municipio tiene una superficie total de 90.64 km², de la cual 90,64 km² corresponden a tierra firme y (0 %) 0 km² es agua.

## Demografía
Según el censo de 2010, había 33 personas residiendo en el municipio de Tintah. La densidad de población era de 0,36 hab./km². De los 33 habitantes, el municipio de Tintah estaba compuesto por el 100 % blancos. Del total de la población el 0 % eran hispanos o latinos de cualquier raza.